# Gibson ES-345
Gibson ES-345 Introducerades 1959 av Gibson, USA. Det är en halvakustisk elgitarr med stereoelektronik och två humbuckingmikrofoner. Gitarren är väldigt lik Gibson ES-335. Dessa gitarrer är idag, speciellt de tidigare modellerna med PAF ("Patent Applied For" pickuper), väldigt eftertraktade och dyra. Sista tillverkningsåret var 1982. Från första tillverkningen1959 fram till 1982 förändrades gitarrerna bland annat när det gällde färg och kvalitet. 